# Kleingenhout
Kleingenhout is een straatwijk van Arensgenhout in de gemeente Beekdaelen, in de Nederlandse provincie Limburg. Het kijkt uit op de snelweg A79 van Heerlen naar Maastricht. De naam komt van hout wat een open plek in een bos betekent. Het woord klein is ter onderscheiding van Arensgenhout.
De Kattebeek ontspringt hier in de buurt. Via Stoepert zal deze 2 kilometer verder in de Geul uitmonden.

## Bezienswaardigehden
- Kleingenhout kent een aantal boerenhuizen, hoeven uit mergel en een vakwerkhuis Hoeve Putweg 18-22, met mergelstenen gezwenkte topgevel van 1759.
- Mariakapel aan splitsing Putweg-Heihofweg-Kleingenhoutersteeg, van 1954.

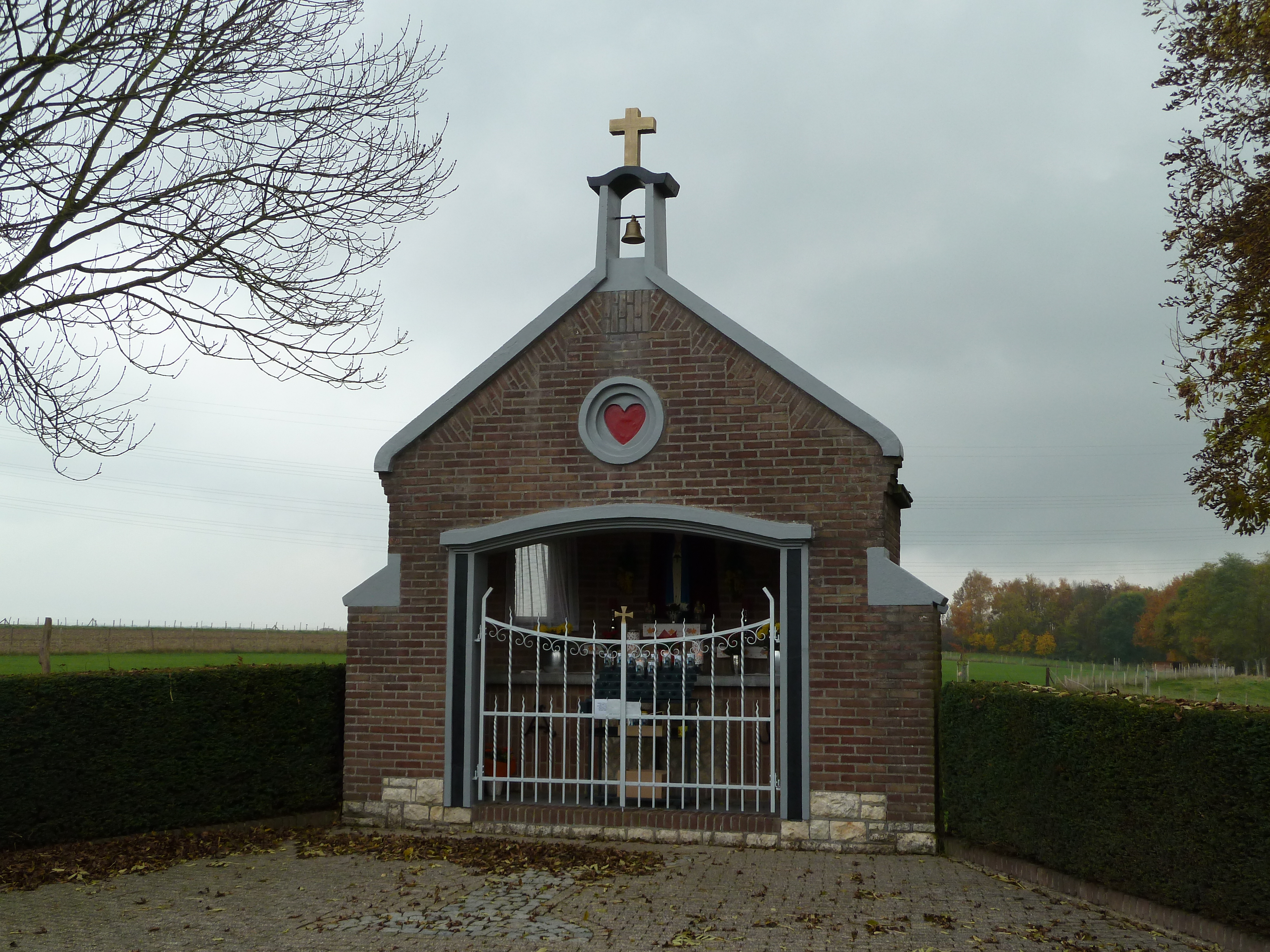
Mariakapel